# Fernando Mendes (ciclista)
Fernando Mendes dos Reis Dias (Rio Meão, 1949 — Paços de Brandão, 2 de outubro de 2001) foi um ciclista português, profissional entre 1965 e 1981 que marcou presença em quatro edições da Volta a França em bicicleta: 1972, 1973, 1975 e 1977. Em 1974, Fernando Mendes ganhou a Volta a Portugal ao serviço do Benfica. Grande rival mas no entanto amigo de Joaquim Agostinho, o seu palmarés fica essencialmente lusitano. Corredor completo, domina o ciclismo nacional e deixa o internacional a Agostinho. O anonimato não o impede  de se ilustrar em certas grandes provas de renome (termina por exemplo sexto na Volta a Espanha de 1975). como treinador (Diretor Desportivo) ganhou a volta a Portugal 1990 pela equipa Ruquita - Philips - Feirense com o ciclista Fernando Carvalho. 
Morte trágica:
causa morte o seu carro ter sido colhido por um comboio regional numa passagem de nível sem guarda, quando seguia de Rio Meão para a sua casa, em Sta. Maria de Lamas. 

## Equipas
- 1965 :  Ovarence
- 1966 - 1970 :  Benfica
- 1970 :  Flandria - Marte
- 1971 :  Benfica
- 1972 :  Benfica - Mercury
- 1972 :  Flandria - Beaulieu
- 1973 :  Benfica - Mercury
- 1973 :  Flandria - Carpenter
- 1974 :  KAS - Kaskol
- 1974 :  Benfica - Banco Fernandes Magalhaes
- 1975 :  Benfica
- 1975 :  Frisol - G.B.C.
- 1976 - 1977 :  Teka
- 1978 - 1979 :  FC Porto
- 1981 :  Sem - France Loire

Treinador (Diretor Desportivo):
| 1980 |  |  | Coimbrões - Fagor                  | POR | Director deportivo |
| 1985 |  |  | Lousa - Trinaranjus - Akai - Altis | POR | Director deportivo |
| 1987 |  |  | Feirense - Ruquita                 | POR | Director deportivo |
| 1988 |  |  | Ruquita - Feirense                 | POR | Director deportivo |
| 1989 |  |  | Ruquita - Philips - Feirense       | POR | Director deportivo |
| 1990 |  |  | Ruquita - Philips - Feirense       | POR | Director deportivo |
| 1991 |  |  | Calbrita - Akai - Lousa            | POR | Director deportivo |
| 1993 |  |  | W52 - Quintanilha                  | POR | Director deportivo |

## Palmarés
| - 1966 - - 9.ª etapa da Volta a Portugal - Circuito de Cartaxo - 1967 - Campeão de Portugal de perseguição por equipas - Clássicas de Lisboa - 3.ª do Campeonato de Portugal em estrada - 1968 - Grande Prêmio EFS-Casal : - Classificação geral - 2.ªa etapa - 3.ª etapa do grande Prêmio Philips - Grande Prêmio de Porto - 4.ªb e 5.ªb etapas do grande Prêmio de Portugal - Grande Prêmio Robbialac : - Classificação geral - 2.ªa, 2.ªb e 4.ªb etapas - 5.ª etapa da Volta a Portugal - 2.ª de Porto-Lisboa - 1969 - - 2.ªa e 3.ª etapas do grande Prêmio de Riopele - 6.ªb (contrarrelógio por equipas), 8.ªa e 9.ª etapas da Volta a Portugal - Circuito de Malveiras - 2.ª do Campeonato de Portugal em estrada - 2.ª do campeonato de Portugal de perseguição - 2.ª de Porto-Lisboa - 2.ª do grande Prêmio de Riopele - 2.ª da Volta a Portugal - 1970 - Grande Prêmio EFS-Casal : - Classificação geral - 4.ª e 5.ª etapas - Grandes Prêmios Philips : - Classificação geral - 3.ª etapa - Grande Prêmio de Riopele : - Classificação geral - 4.ª etapa - 9.ª etapa do grande Prêmio Robbialac - Circuito de Caldas da Rainha - 2.ª do grande Prêmio Robbialac - 1971 - Grande Prêmio de Riopele : - Classificação geral - 1.ª e 2.ª - Circuito de Caldas da Rainha - Porto-Lisboa - 2.ª do Campeonato de Portugal em estrada - 1972 - Grande Prêmio Nocal - Clássico de Lisboa - Clássico de Olival Basto - Porto Lisboa - 2.ª do Campeonato de Portugal em estrada | - 1973 - - 3.ªa e 4.ª etapas da Volta a Portugal - 2 dias da Figueira da Foz - Circuito de Malveiras - Circuito dos Campeões - Circuito de Pinheiro de Loures - Clássico de Lisboa - Porto-Lisboa - 1974 - Campeão de Portugal em estrada - Campeão de Portugal da contrarrelógio - Campeão de Portugal de cyclo cross - Grande Prêmio Curado : - Classificação geral - 1.ª etapa - Grande Prêmio de Lisboa - Tour dos Açores - Volta a Portugal : - Classificação geral - Prólogo (contrarrelógio por equipas), 11.ª e 15.ªb etapas - 1.ª etapa da Volta de Santo-Miguel - Clássico de Lisboa - Clássico de Lumiar - Clássico do Estádio da Luz - Clássica de São João das Lampas - 2.ª da Volta de Santo-Miguel - 1975 - Campeonato de Portugal em estrada - Campeão de Portugal da contrarrelógio - Campeão de Portugal de cyclo cross - 3.ª etapa do grande Prêmio Clock - Rapport Toer : - Classificação geral - 2.ª, 11.ª e 16.ª etapas - Circuito de Cartaxo - Circuito de Cascais - Circuito de Sacavem - 2.ª do grande Prêmio Clock - 6.ª da Volta a Espanha - 1977 - 2.ª da Volta dos vales mineiros - 1978 - Campeonato de Portugal em estrada - Grande Prêmio Clock - Grande Prêmio Duas Rodas - 2.ª etapa da Volta ao Algarve - 11.ª etapa da Volta a Portugal - Clássico das 20 voltas de Santarem - 2.ª da Volta ao Algarve - 1980 - - 1 etapa da Volta a Portugal |

## Resultados nas grandes voltas

### Tour de France
- 1972 : abandono
- 1973 : 18.ª
- 1975 : abandono
- 1977 : 27.ª
- 1981 : abandono

### Volta a Espanha
- 1973 : 28.ª
- 1974 : 11.ª
- 1975 : 6.ª, vencedor da classificação das "Metas Volantes"
- 1976 : 20.ª
- 1977 : 13.ª

### Giro d'Italia
- 1976 : 17.ª

## Distinções
- Ciclistas do ano do Ciclo Lusitano em 1975

Morte trágica:
FERNANDO Mendes, antigo ciclista, faleceu, 2 de outubro 2001 no hospital de Stº António no Porto onde se encontrava internado depois de, o seu carro ter sido colhido por um comboio regional numa passagem de nível sem guarda, quando seguia de Rio Meão para a sua casa, em Sta. Maria de Lamas. O antigo corredor, de 55 anos, conduzia a viatura e acompanhavam-no mais duas pessoas, uma das quais uma criança, que saíram ilesas. Segundo a esposa, Fernando Mendes já chegou ao hospital de Santo António do Porto em coma profundo, acabando por falecer às 21.40 dia 2 de outubro 2001 foi uma noticia chocante para a família do ciclismo nacional. 